# Sedum spathulisepalum
Sedum spathulisepalum là một loài thực vật có hoa trong họ Crassulaceae. Loài này được R.T. Clausen miêu tả khoa học đầu tiên năm 1977.